# نگرش مذهبی امیرعباس هویدا
امیرعبّاس هویدا بارها اتهام بهایی بودن خود را که در زمان اوج‌گیری انقلاب ۱۳۵۷ ایران از سوی مخالفان مذهبی حکومت به آن متهم شده بود رد می‌کرد و همچنین وی به مسلمان بودن خود اشاره کرده‌است. هنگامیکه در ایران شایعاتی مبنی بر بهایی بودنِ هویدا گسترده شد، هم شاه و هم هویدا این موضوع را تکذیب کردند. عباس میلانی می‌گوید که پدر امیرعباس - حبیب‌الله - از طبقه متوسط جامعه بودند که ریشه‌هایی از بهاییت داشته‌اند، اما مدرک ضعیفی وجود دارد که نشان می‌دهد حبیب‌الله در بزرگسالی به آئین بهاییت اعتقاد داشته‌است. علاوه بر این، هیچ مدرکی وجود ندارد که ثابت کند وی فرزندانش را بر اساس آموزه‌های آئین بهایی پرورش داده‌است.
امروزه هم کسانی که مدعی هستند هویدا همچون پدرش حبیب‌الله عین الملک پیرو آیین بهائی بوده به مدارک و اسنادِ به‌دست آمده از ساواک استناد می‌کنند، اما بهائیان تمامی آن اسناد را جعلی و ساختگی می‌دانند.

### سند نخست

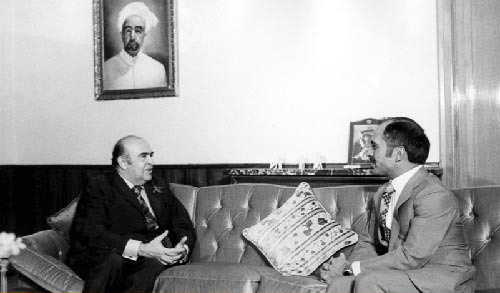
هویدا و ملک حسین پادشاه اردن. تهران، ۱۳۵۲

این سند، ظاهراً نامه‌ای از یکی از بزرگان جامعهٔ بهائی به نام قاسم افشاری به مناسبت تصادف هویدا در جادهٔ شمال و شکستگی پای او، برای فرهنگ مهر است که در آن تاسفِ خود را ابراز داشته‌است:
«آقای دکتر فرهنگ مهر معاون محترم وزارت دارائی:

بمناسبت پیشامدی که برای آقای هویدا وزیر محترم دارائی رخ داده خواهشمند است مراتب تأثر و تاسف اینجانب و برادرانم را به عموم هم مسلکان و به‌خصوص آقای ثابت پاسال مدیر محترم تلویزیون ایران که بزرگ‌ترین خدمت‌گزار فرقه ما هستند ابلاغ فرمائید.

احترامات فائقه را تقدیم می‌دارد

قاسم افشاری»
اولین نکته‌ای که به ذهن می‌آید این است که این مدرک، بهائی بودن هویدا را ثابت نمی‌کند و هیچ ارتباطی به باورها و گرایش‌های دینی هویدا ندارد. سند بالا در صورت اصلی بودن بیان می‌دارد که یک نفر زیر دست بهائی تأثر خود را از تصادف هویدا به رئیسش ابلاغ کرده‌است. نکتهٔ دیگری که برای جعلی بودن سند می‌تواند مدرکی باشد این است که ممکن نیست که یکی از سران جامعهٔ بهائی دین خود را «فرقه» یا «مسلک» بخواند ولی این واژه‌ها غالباً در میان مخالفانِ دین بهائی یا به قول بهائیان، بهائی‌ستیزان رواج دارد.

### سند دوم

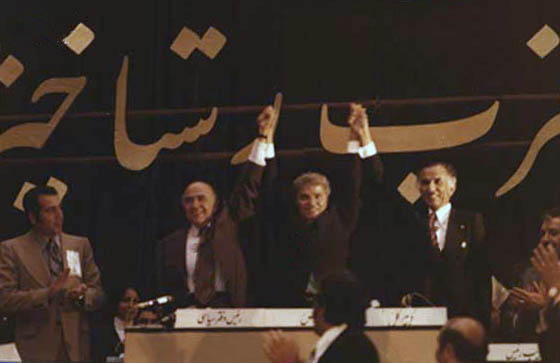
دومین کنگره حزب رستاخیز ایران، جمشید آموزگار پس از انتخاب به دبیرکلی حزب رستاخیز. در نگاره: ۱.جمشید آموزگار ۲.قاسم معتمدی ۳. امیرعباس هویدا

سندِ گزارشِ ساواک از جلسهٔ بهائیانِ ناحیه ۲ شیراز:
«جلسه‌ای با شرکت ۱۲ نفر از بهائیان ناحیه ۲ شیراز در منزل آقای هوشمند (در خیابان فردوسی) و زیر نظر آقای فرهنگی تشکیل گردید. پس از قرائت مناجات شروع و خاتمه و قرائت صفحاتی از کتاب لوح احمد و ایقان آقایان فرهنگی و محمدعلی هوشمند پیرامون وضعیت اقتصادی بهائیان در ایران صحبت کردند. فرهنگی اظهار داشت: بهائیان در کشورهای اسلامی پیروز هستند و می‌توانند امتیاز هر چیزی را که می‌خواهند بگیرند. تمام سرمایه‌های بانکی و ادارات و رواج پول در اجتماع ایران مربوط به بهائیان و کلیمیان می‌باشند… شخص هویدا بهائی‌زاده‌است. عده‌ای از مأمورین مخفی ایران که در دربار شاهنشاهی می‌باشند می‌خواهند هویدا را محکوم کنند، ولی او یکی از بهترین خادمین امرالله‌است و امسال مبلغ ۱۵ هزار تومان به محفل ما کمک نموده‌است. آقایان نگذارید کمر مسلمانان راست شود…»
دلایلی که برای جعلی بودن این سند می‌شود از آن‌ها نام برد بدین شرح است:
1. پس از خواندن مناجات خاتمه این صحبت‌ها رد و بدل می‌شود. گویا سازنده این سند بر این باور است که خاتمه نام مناجاتی است که در دین بهائی وجود دارد. بهائیان به مناجاتی، «مناجات خاتمه» می‌گویند که پس از ختم جلسه و برای خاتمه آن خوانده می‌شود.
2. تعداد افراد محفل بهائی ۹ نفر است و نه ۱۲ نفر.
3. لوح احمد، یکی از الواح نوشته‌شده توسط بهاءالله، شارع دین بهائی، لوحی است که نهایتاً در بهترین حالت و بزرگ‌ترین فونت ۲ یا ۳ صفحه‌است، بنابراین احتمالاً این جمله صحیح نمی‌باشد: «صفحاتی از کتاب لوح احمد».
4. در رابطه با ایقان یکی از آثار بهاءالله، گویا نویسنده اطلاع از محتویات ایقان نداشته و صرفاً آن را به عنوان یک کتاب مذهبی می‌شناسد. به نظر بهائیان تا به حال دیده نشده‌است که برای شروع یک جمع بهائی قسمت هائی از ایقان خوانده شود، زیرا محتویات ایقان ارتباطی با شروع و خاتمه یک جمع ندارد.[۸]

### سندهایی که مسلمان بودن هویدا را نشان می‌دهد
با این همه به نظر می‌رسد محیط خانوادگی کودکی هویدا فاقد کمترین اشاره‌ای به دین بهائی بوده به‌طوری‌که برادر امیرعباس یعنی فریدون هویدا می‌گوید من برای بار اول در ۱۴ سالگی (پس از مرگ پدر و آن هم از یک دوست) کلمه بهائی را شنیدم.
خود او پیش از نخست‌وزیری و در دوران نخست‌وزیری و پس از آن در هنگام زندان و محاکمه و حتی تا پای اعدام صریحاً خود را فردی مسلمان و مسلمان‌زاده می‌دانسته و هرگز ادعای بهائی بودن نکرده‌بود. کیفر خواست رسمی دولت جمهوری اسلامی ایران و دادگاه انقلاب نیز صحبتی از بهائی بودن او نمی‌کند. دادگاه انقلاب در ارائه متن محاکمه و مجازات اعدام هم ایشان را فردی مسلمان معرفی کرده بود و این سند در جرائد روز ایران منتشر گشته و در دسترس همگان است.
عباس میلانی در کتاب خود در بیوگرافی و زندگی‌نامه وی «معمای هویدا (The Persian Sphinx)» هم پس از مطالعه اسناد و شواهد تاریخی و مصاحبه‌های وی، ادعای هویدا و دادگاه انقلاب جمهوری اسلامی را تأیید کرده بر مسلمان بودن (ویا بهائی نبودن) ایشان صحه می‌گذارند.

امیر عباس هویدا مشغول طواف کعبه در دههٔ چهل خورشیدی

نامه‌ای سیاسی و اعتراض‌آمیز هم از خمینی به هویدا در دست است که در دههٔ ۱۹۶۰ نوشته شده و او هم هویدا را بهائی نمی‌خواند.
دراسناد رسمی ساواک، «مذهب» امیرعباس هویدا «اسلام» درج شده‌است.
امیرعباس هویدا در نخستین روزهای نخست‌وزیری در مراسم ختم حسنعلی منصور در تهران، ۱۳ بهمن ۱۳۴۳ نماز میت را به جای می‌آورد.
در مورد بهائی نبودن هویدا در یکی از گزارش‌های ساواک به سال ۱۳۵۷ می‌توان مورد دقیق‌تری یافت. این سند، بررسی نهایی و کامل ساواک در این مورد است و با در نظر گرفتن تمام شواهد موجود نوشته شده‌است. این سند در بولتن ویژهٔ به شماره ۶۶۵۸/۳۱۲ موجود است.
«در بارهٔ انتساب وزیر دربار شاهنشاهی به فرقهٔ بهائی به استحضار می‌رساند: تا زمان انتصاب امیرعباس هویدا به مقام نخست‌وزیری، در هیچ‌یک از سازمان‌هایی که وی خدمت می‌نموده به هیچ‌وجه حتی کوچک‌ترین بحث و شایعه‌ای مبنی بر انتساب وی به این فرقه وجود نداشته و در بین دوستان و نزدیکان وی نیز چنین بحث و گفتگویی نبوده‌است. پس از انتصاب وی به این سمت، مخالفین او شایع نمودند که پدرش وابسته به این فرقه بوده‌است. برابر تحقیقاتی که به عمل آمده، پدر هویدا هنگامی که وی و برادرش در سنین طفولیت بوده‌اند، فوت شده‌است. مادر هویدا و افراد فامیل وی مسلمان بوده و می‌باشند، مادر هویدا که به مکه نیز مشرف شده مسلمانی مؤمن با تقوی است و فرزندان خود را نیز با تقوی و فضیلت تربیت نموده و دارای خصلت‌های نیکوی انسانی می‌باشند. امیرعباس هویدا هیچ‌گاه منتسب به فرقهٔ بهائی نبوده و به علاوه طبق تعالیم عالیهٔ اسلامی وی را بر یک سنت که از زمان حضرت رسول اکرم (ص) جاری بوده، هر فردی که خود را مسلمان معرفی کند و جملات شهادت … را ادا نماید مسلمان شناخته می‌شود و امیرعباس هویدا طی ۱۵ سال گذشته به مناسبت‌های مختلف پیوسته اعتقاد خود را به دین مبین اسلام صریحاً و علناً بیان داشته‌است.»
امیرعباس هویدا در هفدهم فروردین ۱۳۵۵ ضمن سفر به عربستان سعودی به زیارت اماکن مقدسه اسلامی شامل مسجدالحرام و مسجد النبی در مکه و مدینه رفت.